# Hovil
Hovil è un comune dell'Azerbaigian situato nel distretto di Lerik. Conta una popolazione di 260 abitanti.